# Melville United AFC
Der Melville United Football Club ist ein neuseeländischer Fußballklub aus dem Vorort Melville von Hamilton in der Region Waikato.

## Geschichte
Der Klub wurde im Jahr 1972 als Melville AFC gegründet. Ab mindestens der Saison 1982 spielte man dann in der NRFL Division 4 South. Nachdem man zur Spielzeit 1988 in die Division 3 aufstieg schaffte man es nach dem Aufstieg in die Division 2 zur Saison 1992 auch direkt in der Folgesaison in die Division 1, sowie dann zur Spielrunde 1994 in die regionale Premier League. Zur Saison 1996 als Meister der Vorsaison auch an der National Summer Soccer League teilnehmen und wurde hier am Ende vierter.
Nach der Saison 1996 ging der Klub mit Waikato United eine Fusion ein, womit man von nun an als Melville United auftrat. So blieb man auch weiter Teil der Liga und platzierte sich hier in den folgenden beiden Spielzeiten auf dem siebten Platz. In der einmalig ausgetragenen North Island Soccer League landete man dann mit nur 15 Punkten auf dem letzten Platz, was den Abstieg in die Premier League bedeutete. Hier verblieb man dann nochmal ein paar Jahre und musste dann zur Saison 2005 in die Division 1 wieder absteigen. Seit der Saison 2008 spielt man aber mit ein paar Ausnahmen wieder durchgehend in der höchsten Liga des Regionalverband Northern Region Football. Seit der Saison 2021 auch im System der nun wieder neu eingeführten National League. In der Saison 2022 gelang dann auch erstmals die Qualifikation für die Championship wobei man hier dann auf dem fünften Platz landete.
Im Chatham Cup gelang die beste Platzierung jeweils in den Spielzeiten 2003 und 2019 wo man das Finalspiel erreichte. Bislang konnte man den Wettbewerb aber noch nicht gewinnen.